# جيل باروس
جيل باروس (4 يوليو 1991 - ) هو لاعب كرة قدم برتغالي في مركز الدفاع.

## وصلات خارجية
- جيل باروس على موقع قاعدة بيانات كرة القدم.إي يو (الإنجليزية)
- جيل باروس على موقع Soccerway.com (الإنجليزية)